# 미우라 야스무라
미우라 야스무라(三浦泰村)는 일본 가마쿠라 시대 중기의 무장이다. 가마쿠라 바쿠후의 유력 고케닌(御家人) 인 미우라 요시무라(三浦義村)의 차남이다.

## 생애
미우라 씨(三浦氏)는 바쿠후(幕府)의 초대 쇼군(将軍) 미나모토노 요리토모(源頼朝)의 반헤이케 거병에 참가하여 큰 공을 세우고 그 공으로 사가미 국(相模国)이나 가와치 국(河内国)에 광대한 영지를 가지게 된, 바쿠후의 유력 고케닌의 한 사람이었다. 요리토모 거병 초에는 까마득히 약소한 세력이었던 호조 씨(北条氏)가 급속히 힘을 키우고 2대 쇼군 미나모토노 요리이에(源頼家)를 실각시키면서 바쿠후 제일의 실권을 쥐었는데, 미우라 씨는 그 뒤로도 여기에 맞먹을 만한 세력을 유지해 나갔다고도 할 수 있다.
무용(武勇), 특히 궁술(弓術)에 뛰어났던 야스무라는 조큐(承久) 3년(1221년)에 일어난 조큐의 난(承久の乱)에서 아버지 요시무라와 함께 바쿠후 군세의 한 축으로써 참전하여 활약하였다. 야스무라의 생년에 관한 여러 가지 설 가운데(후술 참조) 유력하다고 여겨지는 것이 군키모노가타리 《조큐키》(承久記)에 근거한 설로, 여기에 따른다면 대체로 이 무렵(조큐의 난 전후)에 겐푸쿠(元服)를 행했다고 여겨진다. 그 무렵 에보시오야(烏帽子親)였던 호조 야스토키(北条泰時)로부터 이름자 '야스'(泰)를 받아 야스무라(泰村)라 하였다. 궁마(弓馬)에 뛰어났던 야스무라는 방생회(放生会)에서의 야부사메(流鏑馬)나 정월 유미하지메(弓始) 등의 의례에서 사수(射手) 역할을 자주 맡곤 하였다. 한편 형으로써 3대 쇼군 미나모토노 사네토모(源実朝)의 이름자를 받은 것으로 추측되는 도모무라(朝村)가 있는데, 이 무렵 미우라 씨의 적자는 이 도모무라였다고 생각된다.
야스무라는 앞에서 서술한 자신의 에보시오야인 야스토키의 딸을 맞이하여 호조 일문의 일원이 되었고 랴쿠닌(暦仁) 원년(1238년)에는 바쿠후의 효조슈(評定衆)의 한 사람으로까지 오르게 되었고, 바쿠후 내정에 참여하게 된다. 야스무라의 아내가 된 야스토키의 딸은 간기(寛喜) 2년(1230년) 8월에 병으로 사망했고, 그 뒤에 맞이한 아내 역시 야스토키의 누이동생(또는 딸)이었는데, 이 또한 가테이(嘉禎) 2년(1236년) 12월에 요절, 그 다음으로 쓰치미카도 사다미치(土御門定通)의 누이동생을 아내로 맞았는데 그 사다미치의 아내인 다케도노(竹殿)는 야스토키의 이복 누이동생, 즉 싯켄 호조 요시토키의 딸이기도 했다.
나아가 야스무라는 미우라 씨의 바쿠후 안에서의 권세를 강화하고자 했고, 바쿠후 4대 쇼군 구조 요리쓰네(九条頼経)에게 접근하여 친밀한 사이로까지 발전하게 되었으며, 그 권세는 호조 씨를 능가할 정도라고 일컬어졌다. 또한 동생 미쓰무라(光村)가 5대 쇼군 구조 요리쓰구(九条頼嗣)와의 관계를 깊게 하기까지 이르렀기에, 싯켄 호조 도키요리(北条時頼)로부터 미우라 씨는 위험시되게 된다. 다만 도키요리 본인은 야스무라와 미우라 씨가 정권의 중추에서 알아서 물러나 주기를 바라는 입장이었고, 무력으로 배제하려는 생각까지 하지는 않았던 것으로 보인다.
간겐(寛元) 4년(1246년) 싯켄 도키요리는 로쿠하라 단다이로 교토에 머무르고 있던 호조 시게토키(北条重時)를 가마쿠라로 불러들이는 것을 타진하였는데, 효조슈에서 야스무라 한 사람만이 이를 승낙하지 않았고, 완강하게 이를 거부하였다. 시게토키가 돌아오는 것을 자신의 정치적 지위 저하로 받아들여 두려워했던 것으로 보이는데, 이로 인해서 도키요리나 호조 일문 안에서의 야스무라의 인상은 더욱 악화되었다.
시게토키를 가마쿠라로 불러들이는 것을 승낙하게 되면 온후한 시게토키는 미우라 씨에 대해 온건한 조치를 실행해 줄 가능성도 있었는데, 온건파인 시게토키를 멀리함으로써 이와는 반대로 '미우라 씨 배척'을 적극적으로 주장한 과격파 고케닌 아다치 가게모리(安達景盛)가 적극적으로 바쿠후 정치에 간섭할 기회를 제공해 버림으로써 결과적으로 야스무라는 자신의 무덤을 자신의 손으로 판 꼴이 되어 버렸다는 역사학자 나가이 스스무(永井晋)의 지적도 있다. 한편으로 교토에서 이를 알게 된 시게토키가 '미우라 씨 배제'의 필요성을 인식하게 되었고 이에 아다치 씨 등 반미우라 세력과 결탁한 것이 호지 합전으로 이어지게 되었다고 보는 연구자도 있으며, 어떤 관점에서 보더라도 결과적으로 야스무라는 자신의 무덤을 자기 손으로 팠다고 볼 수 있다.
호지(宝治) 원년(1247년), 싯켄 도키요리와 아다치 가게모리의 책모에 걸려든 야스무라는 가마쿠라에서 군사를 일으켰다. 그러나 이 반란은 결과적으로 실패했고, 호조군과 아다치군 앞에 미우라군은 크게 패하여, 쫓기게 된 야스무라는 일족 노토(郎党)들과 함께 가마쿠라의 홋케도(法華堂)에서 자결하였다(호지 합전). 홋케도는 바쿠후의 초대 쇼군인 미나모토노 요리토모의 영정을 모신 곳이었다.

## 인물
야스무라의 생년에 대해서는 《간토효조덴》(関東評定伝)의 〈호지 원년(宝治元年)〉조에 '향년 64세'라고 되어 있고, 이를 따를 경우 1184년(겐랴쿠 원년)생이 된다. 한편으로 《조큐키》 고활자본(古活字本)의 우지 다리 전투(宇治橋合戦) 장면에서 야스무라가 「생년 18세」(生年18歳)이라고 자신을 소개하는 장면이 있는데, 이를 따를 경우 1204년(겐큐 원년)생이 되며, 야스무라의 향년은 《간토효조덴》의 기술과 달리 44세가 된다. 근세 이후 일본의 서적에서는 《호조 씨 계보 인명 사전》(北条氏系譜人名事典)이 1184년생이라는 설을, 《가마쿠라 무로마치 인명사전》(鎌倉・室町人名事典)이나 우와요코테 마사타카(上横手雅敬) 저 《호조 야스토키》가 《조큐키》의 기술을 채용하여 1204년생이라는 설을 각각 주장하였다. 1184년생이라고 할 경우 아버지 요시무라가 닌난(仁安) 3년(1168년) 무렵에 태어났으므로 요시무라의 나이 16세 때에 얻은 아들이 되며, 나아가 그때 이미 형 도모무라가 있었던 점, 에보시오야였던 야스토키가 1183년(주에이 2년)에 태어났다는 점, 또 1247년(호지 원년)에 있었던 호지 전투에서 야스무라와 함께 사망한 둘째 아들 고마이시마루(駒石丸, 가게야스)가 13세, 아홉째 아들 미나코마마루(皆駒丸)가 4세였던 점 등에서 《조큐키》의 서술이 타당하다고 여겨진다.
야스무라는 조큐의 난에서 우지 강 도하 작전에서 아시카가 요시우지(足利義氏)와 함께 과감하게 공격해 들어가는 등 무위(武威)에 뛰어난 인물이었지만, 다른 고케닌들과 다툼을 벌이거나, 호조 씨에 대한 방침을 놓고도 동생 미쓰무라(光村)와 마찰을 빚는 등 정치가로써의 처신에는 서투른 부분이 있고, 지도력이 부족한 부분이 있었다. 또한 아다치 씨(安達氏)가 호조 씨의 외척이 되어 바쿠후의 중추적인 지위가 미우라 씨에서 아다치 씨로 옮겨가는 추이가 있었음을 파악하지 못했다. 그것이 아다치 집안과의 알력 격화, 그리고 미우라 집안의 고립을 조장하고 급기야 멸망으로까지 이어지게 되었다. 또한 아다치 씨 말고도 시모코베 씨(下河辺氏)에 대해서 강한 대항의식을 불태우고 여러 차례 대립하였던 것이 아즈마카가미(吾妻鏡)에 기록되어 있다. 예를 들면 1241년(닌지 2년)에 야스무라와 시모코베 유키미쓰(下河辺行光)가 스루가 국(駿河国)에서 상론(相論)을 일으킨다. 이는 히데사토류(秀郷流)의 고실(故実)에 정통한 시모코베 씨(下河辺氏)가 대두하게 된 것에 대해 궁마에 능통하여 바쿠후 안에서 그에 관한 의례를 도맡아왔던 야스무라가 위기감을 느꼈기 때문에 벌어지게 된 일이라고 한다. 나아가 같은 해에는 미우라 씨와 오야마 씨의 노토가 술자리에서 난투극을 벌여, 당사자로써 야스무라의 동생 가운데 한 명인 미우라 이에무라(三浦家村)와 오야마 집안의 오야마 도모무라(小山朝村)가 출사 정지 처분을 받았고, 야스무라와 오야마 나가무라(小山長村) ・ 유우키 도모히로(結城朝広)도 질책당했다. 호지 전투 직전인 1247년 3월 3일에는 야스무라 자신이 투계회(闘鶏会) 자리에서 말다툼을 벌였다고도 전한다.
유명한 이야기로 호지 전투 직전 일단 호조 도키요리 등과의 사이에 화목이 성립되려던 차에 너무 긴장한 나머지 먹고 있던 유즈케(湯漬け, 더운 물에 만 밥)를 토해 버리고 말았다는 이야기가 있다. 이것은 공포에 질려서가 아니라, 어떻게든 전투를 회피하고자 골몰한 나머지 발생한, 극도의 긴장 상태로 인한 것으로 해석되고 있다.
조큐의 난이나 의례 장소에서 뛰어난 무술을 선보였던 야스무라였지만, 비상시나 절박한 상황에서는 판단력이 흐려져 버리는 인물이었다고 평가된다. 일본의 역사학자 나가이 스스무는 "부샤(武者)로써는 일류인데, 무장(武将)으로써의 재능은 타고 나지를 못했던 듯하다"라고 평가하고 있다.

### 내용주
1. ↑  《간토효조덴》(関東評定伝)의 사망 나이에서 역산한 것이다.
2. ↑  《조큐키》[2]
3. ↑  사료에서는 《아즈마카가미》(吾妻鏡) 조오(貞応) 3년(1224년) 7월 18일조에 아버지 요시무라가 ｢以愚息泰村男為御猶子｣라고 서술한 기사가 보이고, 《호조큐다이키》(北條九代記)에도 같은 기재가 있다.
4. ↑  호조 요시토키 생존 당시 그 유자(猶子)가 되었다.[3]
5. ↑  당시의 싯켄이자 도쿠소케 당주였던 호조 요시토키의 아들이다.
6. ↑  호조 야스토키의 손자이다.
7. ↑  《손피빈먀쿠》(尊卑分脈)의 계도에는 오야마 마사미쓰(小山政光)의 동생으로 시모코베 유키요시(下河辺行義)의 형이라고 되어 있다.
8. ↑  무가로써의 후지와라 씨 가운데 헤이안 시대의 무장으로 다이라노 마사카도(平將門)의 난을 진압하는데 공을 세운 후지와라노 히데사토(藤原秀郷)의 후손(및 후손을 자처한 집안)들을 통칭하여 '히데사토류'라고 부른다. 대표적인 히데사토류 후지와라 씨로는 오슈 후지와라 씨가 있으며, 오야마 씨 또한 히데사토류 후지와라 씨이다.
9. ↑  오야마 도모마사(小山朝政)의 아들로 나가무라(長村)의 숙부이다.[16]